# Liste der rumänischen Meister im Skispringen
Die Liste der rumänischen Meister im Skispringen listet alle rumänischen Meister und Meisterinnen im Skispringen auf.

## Herren

### Einzel
| Jahr | Austragungsort       | Meister                | Zweiter          | Dritter                |
| ---- | -------------------- | ---------------------- | ---------------- | ---------------------- |
| 1980 | Borșa K110           | Lorincz Balint         |                  |                        |
| 1982 | Borșa K110           | Lorincz Balint         |                  |                        |
| 1983 | Valea Strâmbă K70    | Lorincz Balint         |                  |                        |
| 1984 | Borșa K110           | Lorincz Balint         |                  |                        |
| 1989 | Borșa K110           | Octavian Munteanu      |                  |                        |
| 1992 | Predeal K65          | Vasile Cosmeanu        |                  |                        |
| 1993 | Predeal K65          | Vasile Cosmeanu        |                  |                        |
| 1994 | Săcele K45           | Vasile Cosmeanu        |                  |                        |
| 1995 | Predeal K65          | Vasile Cosmeanu        |                  |                        |
| 1996 | Valea Strâmbă K70    | Florin Spulber         |                  |                        |
| 1997 | Valea Strâmbă K70    | Florin Spulber         |                  |                        |
| 1998 | Valea Strâmbă K70    | Florin Spulber         |                  |                        |
| 1999 | Borșa K110           | Vasile Cosmeanu        |                  |                        |
| 2000 | Borșa K110           | Vasile Cosmeanu        |                  |                        |
| 2001 | Predeal K65          | Mihai Pepene           |                  |                        |
| 2002 | Predeal K65          | Ciprian Ioniță         |                  |                        |
| 2003 | Predeal K65          | Ciprian Ioniță         |                  |                        |
| 2004 | Predeal K65          | Ciprian Ioniță         |                  |                        |
| 2005 | Valea Strâmbă K70    | Andrei Balazs          |                  |                        |
| 2006 | Valea Strâmbă K70    | Andrei Balazs          | Ciprian Ioniță   | Mihai Damian           |
| 2011 | Râșnov HS71          | Remus Tudor            |                  |                        |
| 2012 | Râșnov HS71 (Winter) | Remus Tudor            |                  |                        |
| 2012 | Râșnov HS71 (Sommer) | Iulian Pîtea           | Remus Tudor      | Eduard Torok           |
| 2013 | Râșnov HS100         | Eduard Torok           |                  |                        |
| 2013 | Râșnov HS71          | Nicolae Sorin Mitrofan |                  |                        |
| 2015 | Râșnov HS97 (Winter) | Eduard Torok           | Iulian Pîtea     | Ştefan Blega           |
| 2015 | Râșnov HS71 (Winter) | Nicolae Sorin Mitrofan | Andrei Feldorean | Radu Păcurar           |
| 2015 | Râșnov HS97 (Sommer) | Hunor Farkas           | Iulian Pîtea     | Eduard Torok           |
| 2015 | Râșnov HS71 (Sommer) | Iulian Pîtea           | Eduard Torok     | Hunor Farkas           |
| 2018 | Râșnov HS97          | Daniel Cacina          | Andrei Feldorean | Mihnea Spulber         |
| 2018 | Râșnov HS71          | Hunor Farkas           | Mihnea Spulber   | Radu Păcurar           |
| 2019 | Râșnov HS97          | Daniel Cacina          | Mihnea Spulber   | Radu Păcurar           |
| 2019 | Râșnov HS71          | Daniel Cacina          | Mihnea Spulber   | Radu Păcurar           |
| 2020 | Râșnov HS97          | Daniel Cacina          | Andrei Feldorean | Nicolae Sorin Mitrofan |
| 2023 | Râșnov HS71          | Nicolae Sorin Mitrofan | Daniel Cacina    | Mihnea Spulber         |
| 2023 | Râșnov HS            | Daniel Cacina          | Mihnea Spulber   | Nicolae Sorin Mitrofan |

### Team
| Jahr | Austragungsort    | Meister                                                        | Zweiter                                                             | Dritter                                                               |
| ---- | ----------------- | -------------------------------------------------------------- | ------------------------------------------------------------------- | --------------------------------------------------------------------- |
| 1995 | Predeal K65       | CS Dinamo Brașov                                               |                                                                     |                                                                       |
| 1996 | Valea Strâmbă K70 | CS Dinamo Brașov                                               |                                                                     |                                                                       |
| 1997 | Valea Strâmbă K70 | CS Dinamo Brașov                                               |                                                                     |                                                                       |
| 1998 | Valea Strâmbă K70 | CS Dinamo Brașov                                               |                                                                     |                                                                       |
| 1999 | Borșa K110        | CS Dinamo Brașov                                               |                                                                     |                                                                       |
| 2000 | Borșa K110        | CS Dinamo Brașov                                               |                                                                     |                                                                       |
| 2001 | Predeal K65       | CS Dinamo Brașov                                               |                                                                     |                                                                       |
| 2002 | Predeal K70       | CS Dinamo Brașov                                               |                                                                     |                                                                       |
| 2003 | Predeal K70       | CS Dinamo Brașov                                               |                                                                     |                                                                       |
| 2004 | Predeal K65       | CS Dinamo Brașov                                               |                                                                     |                                                                       |
| 2005 | Valea Strâmbă K70 | CS Dinamo Brașov                                               |                                                                     |                                                                       |
| 2006 | Valea Strâmbă K70 | CS Dinamo Brașov                                               |                                                                     |                                                                       |
| 2011 | Râșnov HS71       | CS Dinamo Brașov                                               |                                                                     |                                                                       |
| 2012 | Râșnov HS71       | CSS BrașoviaRemus Tudor Ştefan Blega Nicolae Sorin Mitrofan    | CSS Dinamo RâșnovIulian Pîtea Eduard Torok Sabin Corbos             | CS Dinamo BrașovRobert Tatu Alexandru Mocăniţă Andrei Feldorean       |
| 2013 | Râșnov HS71       | CSS Dinamo Râșnov                                              |                                                                     |                                                                       |
| 2015 | Râșnov HS71       | CSS Dinamo RâşnovEduard Torok Iulian Pîtea Radu Păcurar        | CSS BrassoviaNicolae Sorin Mitrofan Ştefan Blega Ovidiu Băile       | CS Dinamo BrașovRobert Tatu Alexandru Mocăniţă Hunor Farkas           |
| 2018 | Râșnov HS71       | CS Dinamo BrașovAndrei Feldorean Mihnea Spulber Hunor Farkas   | CSS Dinamo Râșnov IAlexandru Runceanu Radu Păcurar Daniel Cacina    | CSS Dinamo Râșnov IIRadu Ardelean Mircea Jipescu Florin Feroiu        |
| 2019 | Râșnov HS71       | CSS Dinamo Râșnov IMircea Jipescu Radu Păcurar Daniel Cacina   | CS Dinamo BrașovLorand Benedek Andrei Feldorean Mihnea Spulber      | CSS Dinamo Râșnov IIAlexandru Runceanu Alexandru Florea Florin Feroiu |
| 2020 | Râșnov HS97       | CS Dinamo BrașovLorand Benedek Andrei Feldorean Mihnea Spulber | CSS Dinamo Râșnov IMircea Jipescu Radu Păcurar Daniel Cacina        | CSS Dinamo Râșnov IIAlexandru Runceanu Alexandru Florea Florin Feroiu |
| 2023 | Râșnov HS97       | CS DinamoAndrei Feldorean Mihnea Spulber Daniel Cacina         | CSS Dinamo RâșnovMircea Jipescu Moise Alexandru Folea Cosmin Drecea | ACS SaceleIustin Comanescu Luca Spulber Cosmin Donciu                 |

## Damen

### Einzel
| Jahr | Austragungsort       | Meisterin          | Zweite                  | Dritte                  |
| ---- | -------------------- | ------------------ | ----------------------- | ----------------------- |
| 2012 | Râșnov HS38          | Daniela Haralambie | Ioana Boeriu            | Andreea Diana Trâmbițaș |
| 2013 | Râșnov HS71          | Daniela Haralambie |                         |                         |
| 2015 | Râșnov HS71 (Sommer) | Daniela Haralambie | Carina Militaru         | Bianca Ştefănuţă        |
| 2015 | Râșnov HS71 (Winter) | Daniela Haralambie | Carina Militaru         | Bianca Ştefănuţă        |
| 2018 | Râșnov HS97          | Carina Militaru    | Daniela Haralambie      | Andreea Diana Trâmbițaș |
| 2018 | Râșnov HS71          | Daniela Haralambie | Andreea Diana Trâmbițaș | Carina Militaru         |
| 2019 | Râșnov HS97          | Daniela Haralambie | Andreea Diana Trâmbițaș | Daria Chindriș          |
| 2019 | Râșnov HS71          | Daniela Haralambie | Andreea Diana Trâmbițaș | Delia Folea             |
| 2020 | Râșnov HS97          | Daniela Haralambie | Andreea Diana Trâmbițaș | Delia Folea             |
| 2023 | Râșnov HS71          | Daniela Haralambie | Delia Folea             | Maria Daria Chindris    |
| 2023 | Râșnov HS97          | Daniela Haralambie | Delia Folea             | Andreea Diana Trâmbițaș |

## Mixed
| Jahr | Austragungsort | Meister                                               | Zweiter                                        | Dritter                                            |
| ---- | -------------- | ----------------------------------------------------- | ---------------------------------------------- | -------------------------------------------------- |
| 2019 | Râșnov HS71    | CS Dinamo Brașov IDaniela Haralambie Mihnea Spulber   | CSS Dinamo RâșnovDelia Folea Daniel Cacina     | CS Dinamo Brașov IIDaria Chindriș Andrei Feldorean |
| 2020 | Râșnov HS97    | CS Dinamo Brașov IDaniela Haralambie Andrei Feldorean | CSS Dinamo RâșnovDelia Folea Daniel Cacina     | CS Dinamo Brașov IIDaria Chindriș Mihnea Spulber   |
| 2023 | Râșnov HS97    | Team 7Daniela Haralambie Daniel Cacina                | Team 5Andreea Diana Trambitas Andrei Feldorean | Team 2Maria Daria Chindris Mihnea Spulber          |